# Musson-Nunatak
Der Musson-Nunatak ist ein pyramidenförmiger und etwa 2100 m hoher Nunatak im Palmerland auf der Antarktischen Halbinsel. Er ragt 16 km südlich des Mount Jackson am Ostrand des Dyer-Plateaus auf.
Der United States Geological Survey kartierte ihn 1974. Das Advisory Committee on Antarctic Names benannte ihn 1976 nach dem Luftbildfotografen John Mack Musson (1943–2016) von der United States Navy, der zwischen 1968 und 1969 an Bord einer LC-130 Hercules der Flugstaffel VXE-6 an der Erstellung der für die Kartierung erforderlichen Luftaufnahmen in diesem Gebiet beteiligt war.